# HMS Jamaica (1940)
HMS Jamaica (44) (Корабль Его Величества «Ямайка») — британский лёгкий крейсер первой серии крейсеров типа «Краун Колони». Заказан в 1938 году на верфи Vickers-Armstrong в Барроу-ин-Фёрнессе. Заложен 28 апреля 1939 года. Крейсер был спущен на воду 16 ноября 1940 года, став шестым кораблём, носившим это имя в британском флоте. 29 июня 1942 года введён в строй. Во время 2 мировой войны крейсер почти непрерывно принимал участие в боевых действиях и со временем стал известен под кличкой «Fighting J» («Боевая Джей»). Стоимость корабля составила 2 072 211 фунтов стерлингов.

## История службы
После вступления в строй, крейсер перешёл 30 июня в Скапа-Флоу на Оркнейских островах, куда прибыл 1 июля для прохождения службы.
26 августа крейсер совместно с эсминцами Offa, Eclipse и Inglefield отправился в Розайт, чтобы отконвоировать вступивший в строй новейший линкор Howe в Скапа-Флоу, куда корабли и прибыли 29 августа.
2 сентября выходил для обеспечения постановки 1-й минно-заградительной эскадры минного заграждения на Северном барраже (Operation SN89).
8 сентября выходил в составе эскорта линкоров Anson и Duke of York, которые составляли дальнее прикрытие конвоя PQ-18 в Кольский залив и обратного конвоя QP-14. Прикрытие также обеспечивало поддержку союзного гарнизона на Шпицбергене (Operation Gearbox), и в ходе этой части похода корабль отделялся с эсминцами Bramham, Keppel, Mackay и Montrose. 24 сентября крейсер вернулся в Скапа-Флоу.
В октябре крейсер вошёл в состав 10-й крейсерской эскадры Home Fleet’а. 9 октября крейсер находился в Скапа-Флоу во время визита премьер-министра и сэра Стаффорда Криппса. Крейсер принимал участие в учениях, выполнял стрельбы и программы визита.
Вскоре корабль был назначен для участия в проведения высадки союзных войск в Северной Африке в составе Центрального Соединения.

### Операция Торч
27 октября крейсер вышел в Гибралтар с крейсером Delhi, авианосцем Argus, эскортными авианосцами Biter и Dasher для поддержки десантирующихся войск. 8 ноября крейсер вышел из Гибралтара вместе с десантным (пехотным) судном Largs, эскортными авианосцами Biter и Dasher, крейсерами Aurora и Delhi для обеспечения высадки 1-й дивизии Рейнджеров и 1-й танковой дивизии в Оране. 9 ноября совместно с крейсером Aurora отбил попытку вишистских эсминцев Tramatone, Tornade, Typhon и Epervier сорвать высадку. В ходе боя Epervier был поврежден, загорелся и выбросился на берег. 10 ноября вместе с линкором Rodney и крейсером Aurora обстреливал береговые батареи Орана. 14 ноября крейсер закончил своё участие в операции и отправился в воды метрополии и 20 ноября Джамейка прибыла в Скапа-Флоу, возобновив службу в составе эскадры.

### Возвращение в Арктику
17 декабря Джамейка, крейсер Sheffield и эсминцы Musketeer и Matchless образовали Соединение «R», которое было призвано обеспечивать ближнее прикрытие Арктических конвоев. 19 декабря это Соединение в составе: Джамейка, Sheffield и эсминцы Beagle, Matchless и Opportune составило ближнее прикрытие конвоя JW-51A. 24 декабря корабли соединения отделились от конвоя и направились на дозаправку в Мурманск, куда и прибыли 25 декабря встав на якорь.

#### Бой в Баренцевом море
27 декабря Соединение «R» вышло из Мурманска, чтобы встретить вторую секцию конвоя — JW-51B и 31 декабря приняли участие в бою с немецкой эскадрой, атаковавшей конвой. 1 января 1943 года крейсера присоединились к защите обратного конвоя RA-51 в Исландию. 4 января корабли Соединения прибыли в Сейдисфьордюр, после того как соединились с тяжелыми крейсерами Kent и Berwick. 8 января Джамейка отправилась в Скапа-Флоу.
31 января крейсер был определен для проведения патрульных плаваний в районе Азорских островов для перехвата блокадопрорывателей, которые и выполнил в феврале. После второго похода он был возвращен в Скапа-Флоу.
В марте крейсер отправился на родную верфь Vickers Armstrong в Барроу для замены стволов. В апреле вернулся в состав флота, проходя службу у северо-западных подходов.
В июле крейсер встал на ремонт на верфи в Портсмуте, который продлился до сентября. 18 сентября крейсер вернулся в состав флота.

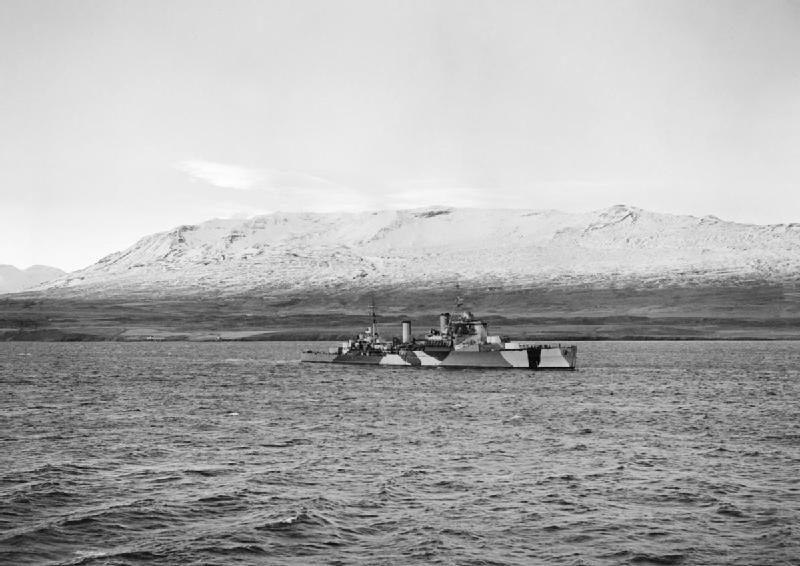
Джамейка октябрь-ноябрь 1943 года в Хвалфьордуре

2 ноября крейсер вышел вместе с линкором Anson, авианосцем Formidable, эсминцами Onslow и Venus, американскими эсминцами Capps и Hobson, канадским эсминцем Haida и норвежским эсминцем Stord для обеспечения дальнего прикрытия обратного конвоя RA-54A из Кольского залива в Лох-Ю. 8 ноября Джамейка вернулась в Скапа-Флоу.
19 ноября крейсер составил крейсерское прикрытие совместно с крейсерами Bermuda и Kent для перехода конвоев JW-54A и JW-54B, а с 27 ноября и для обратного конвоя RA-54B, вернувшись 3 декабря в Скапа-Флоу.
15 декабря крейсер вышел совместно с линкором Duke of York, эсминцами Savage, Saumarez, Scorpion и норвежским эсминцем Stord для обеспечения дальнего прикрытия конвоя JW-55A. 16 декабря корабли прикрытия отправились в Мурманск для встрече командующего Хоум Флитом с командующим Советским Северным флотом. 18 декабря корабли вышли из Мурманска в Акюрейри, куда прибыли 21 декабря. Оттуда те же самые корабли в составе Соединения 2 вышли 23 декабря, чтобы обеспечить дальнее прикрытие конвоя JW-55B и обратного RA-55A. 24 декабря линкор с эсминцами отработали взаимодействие на случай появления противника, а 26 декабря состоялся бой, в ходе которого был потоплен немецкий линкор Шарнхорст. После боя победители отправились в Мурманск, где дозаправились и вышли 28 декабря домой, прибыв 31 декабря в Скапа-Флоу, где их встречали с триумфом.
В январе нового 1944 года крейсер ушёл в Розайт для устранения повреждений, полученных в ходе боя. 20 февраля он вернулся в Скапа-Флоу для несения службы.
26 февраля Джамейка совместно с крейсером Berwick польским крейсером Dragon составили крейсерское прикрытие конвоя JW-57. 28 февраля Джамейка вернулась в базу.

### Авианосные операции у берегов Норвегии
30 марта Джамейка вместе с авианосцем Furious, крейсером Sheffield и эскортными авианосцаами Emperor, Fencer, Pursuer и Searcher в составе Соединения 2 отправились на прикрытие очередного арктического конвоя JW-58 и обратного RA-58. Соединение 1 составляли линкоры Duke of York, Anson, крейсера Belfast, Royalist и авианосец Victorious. 3 апреля авианосцы под эскортом крейсеров нанесли удар по немецкому линкору Тирпиц, стоящему в Альтен-фьорде. Эта операция (Operation Tungsten) была выполнена одновременно с проводкой конвоев. 6 апреля крейсер вместе с кораблями флота вернулся в Скапа-Флоу.
В июне крейсер находился в Скапа-Флоу, чтобы по необходимости оказать поддержку кораблям участвующим в операции Нептун — морской части высадки в Нормандии. 16 июня крейсер вместе с эсминцем Whelp вышел для пополнения гарнизона на Шпицбергене (Operation Gearbox). По завершении операции 25 июня вернулся в Скапа-Флоу.
17 июля крейсер совместно с линкором Duke of York, крейсерами Kent и Bellona прикрывал ряд воздушных атак по линкору Тирпиц, выполняемых самолетами с авианосцев Formidable, Indefatigable и Furious (Operation Mascot).
17 августа Джамейка вышла как часть эскорта конвоя JW-59 совместно с эскортными авианосцами Striker и Vindex прикрываемыми эсминцами Caprice, Marne, Meteor, Milne и Musketeer. Вместе с кораблями шёл линкор Архангельск, временно переданный советскому флоту. 28 августа крейсер отплыл из Кольского залива в качестве эскорта обратного конвоя RA-59A. 5 сентября он с несколькими кораблями отделился от эскорта и направился в Скапа-Флоу.
15 сентября Джамейка совместно с эсминцами Orwell и Obedient отправилась в очередной раз на Шпицберген (Operation Gearbox).
В октябре крейсер перешёл в Портсмут, встав 16 октября на ремонт на верфи этого города и готовясь войти в состав Тихоокеанского флота. В ходе ремонта была снята башня X, на месте которой были установлены 2 установки автоматов Пом-Пом, было модернизировано радарное оборудование и был установлен радиомаяк. Ремонт продлился до мая 1945 года, когда крейсер прошёл испытания и был подготовлен к роли королевской яхты.
6 июня король Георг VI и королева Елизавета нанесли на крейсере визит на острова Канала, сопровождаемые эсминцами Faulknor, Caesar, Impulsive и Brilliant, после чего корабли вернулись в Плимут. В июле и августе крейсер продолжал подготовку к службе в Дальневосточных водах. Только 28 августа крейсер отплыл на Дальний Восток через Средиземное море, но к этому моменту война уже закончилась.